# 官塘乡
官塘乡，是中华人民共和国浙江省丽水市庆元县下辖的一个乡镇级行政单位。

## 行政区划
官塘乡下辖以下地区：
官塘村、若沃村、横坑村、荷洋村、白柘洋村、坑下村、山头村、际下村和中央处村。